# Tobias Rieder
Tobias „Toby“ Rieder (* 10. Januar 1993 in Landshut) ist ein deutscher Eishockeyspieler, der seit Juli 2024 beim EHC Red Bull München aus der Deutschen Eishockey Liga (DEL) unter Vertrag steht und dort auf der Position des rechten Flügelstürmers spielt. Rieder gab 2009 sein Profidebüt beim EV Landshut aus der 2. Bundesliga. Beim NHL Entry Draft 2011 wurde der Angreifer in der vierten Runde an 114. Gesamtposition von den Edmonton Oilers ausgewählt. Nach einem Tauschgeschäft mit den Oilers im März 2013 war Rieder von 2014 bis 2018 Bestandteil der Organisation der Arizona Coyotes und lief zudem für die Los Angeles Kings, Calgary Flames und Buffalo Sabres auf.

## Karriere
Tobias Rieder durchlief die Nachwuchsabteilung bei seinem Heimatverein, dem EV Landshut, mit dem er im Jahr 2008 Deutscher Schüler-Meister wurde. In der Saison 2008/09 wurde er Topscorer seines Teams in der Deutschen Nachwuchsliga (DNL) und war Mitglied der deutschen U18-Nationalmannschaft. In der Spielzeit 2009/10 gehörte er bereits zu den Stammspielern im Kader der Landshut Cannibals in der 2. Bundesliga. Beim Import Draft der Canadian Hockey League (CHL) im Jahr 2010 wurde der Stürmer an fünfter Stelle von den Kitchener Rangers gezogen. Daraufhin entschloss sich Rieder – trotz gültigen Vertrags bei den Landshutern – zur Saison 2010/11 in die Ontario Hockey League (OHL), eine der drei Ligen der CHL, zu wechseln. Möglich wurde dies durch eine Klausel seines Vertrags.
Die Spielzeit 2011/12 war für den deutschen Außenstürmer die zweite Saison als Spieler bei den Kitchener Rangers in der OHL. In 60 Saisonspielen konnte Rieder die Marke von 40 Toren durchbrechen: Er schoss 42 Tore und gab zudem 43 Vorlagen. Mit diesen Statistiken wurde der rechte Flügelstürmer am Ende der Saison Topscorer des kompletten Teams. In der OHL belegte er den neunten Platz der besten Scorer. Jedoch war Tobias Rieder der Spieler, der die 85 Scorerpunkte in den wenigsten Spielen erreichte. Vor allem mit dem Teamkollegen Michael Catenacci, mit dem Rieder in einer Reihe spielte, entwickelte er ein gutes Zusammenspiel. Neben den guten offensiven Werten konnte der deutsche Angreifer auch im defensiven Bereich überzeugen:  Er spielte nicht nur in der ersten Powerplayformation, sondern auch in der Start-Unterzahlformation der Kitchener Rangers. Die Leistungen Rieders wurden mit drei teameigenen Trophäen geehrt.

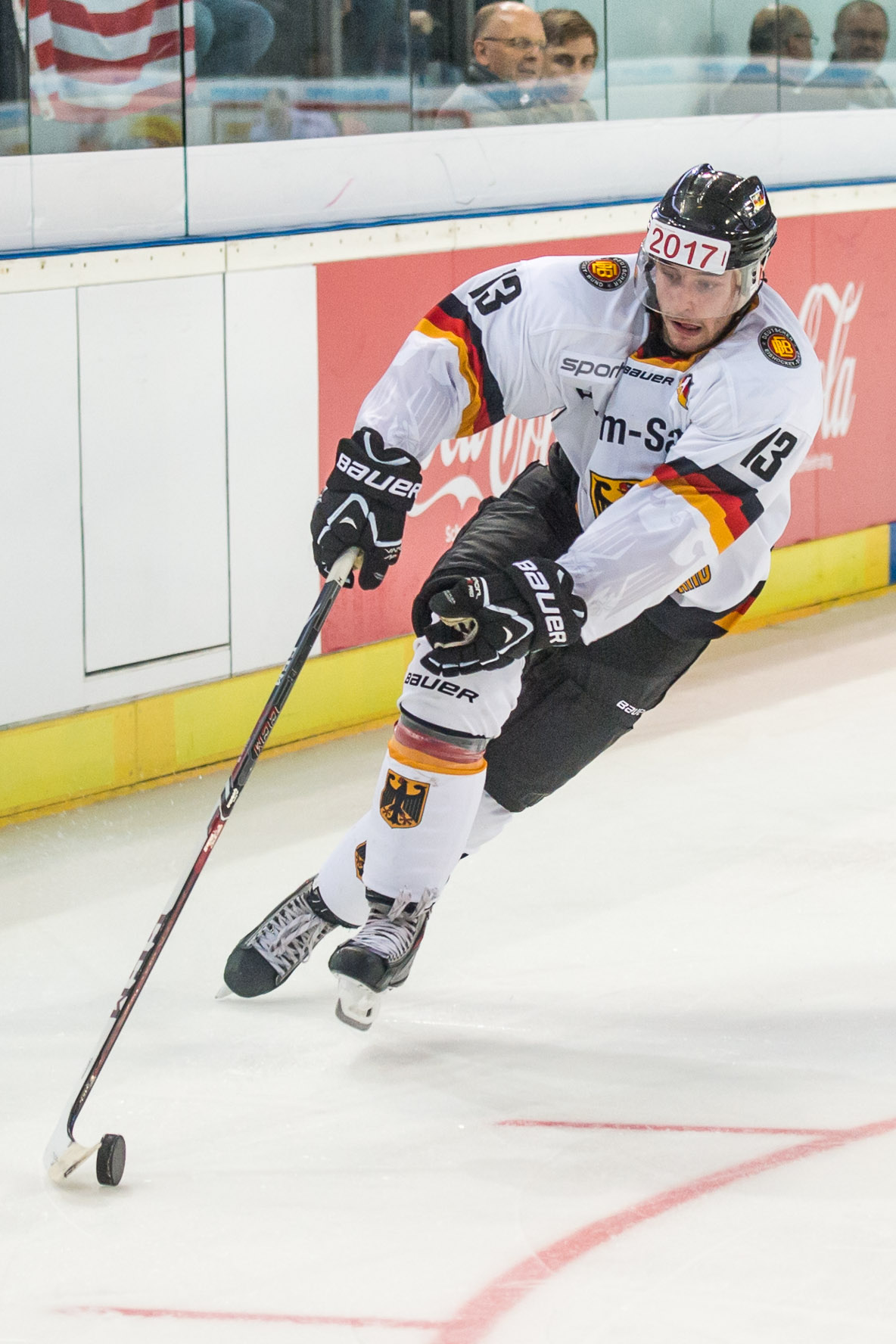
Rieder im Trikot der deutschen Nationalmannschaft (2014)

Ende März 2013 wurde Tobias Rieder von den Oilers in einem Tausch gegen den Stürmer Kale Kessy zu den Phoenix Coyotes transferiert. Am 2. November 2014 wurde er das erste Mal in den Kader der Coyotes berufen, kam zu seinem NHL-Debüt und erzielte direkt den spielentscheidenden Treffer gegen das Team der Washington Capitals. Im Dezember 2014 gelangen ihm im Spiel gegen die Edmonton Oilers zwei Unterzahltore innerhalb von 58 Sekunden – schneller schaffte dies bisher kein Rookie. In seiner Rookiesaison 2014/15 kam Rieder für die Arizona Coyotes auf 21 Scorerpunkte in 71 Spielen. Ferner hat er mit 13 Toren die drittmeisten Treffer aller bisherigen Coyotes-Rookies erzielt und führte alle NHL-Rookies mit drei Unterzahltoren in der Saison an.
Am 21. Februar 2018 wurde Rieder von den Arizona Coyotes samt Scott Wedgewood an die Los Angeles Kings abgegeben. Zudem übernahmen die Coyotes weiterhin 15 % seines Gehalts und erhielten im Gegenzug Darcy Kuemper. In Los Angeles beendete der Deutsche die Saison 2017/18 und erhielt anschließend keinen weiterführenden Vertrag, sodass er sich im Juli 2018 als Free Agent den Edmonton Oilers anschloss, die ihn ursprünglich im Draft ausgewählt hatten. Aufgrund einer Torflaute bei den Oilers mit lediglich elf Torvorlagen erhielt Rieder bei Edmonton 2019 keinen neuen Vertrag. Ab dem 1. Juli 2019 war er vertragslos und galt somit als Unrestricted Free Agent. Kurz vor dem Beginn der Saison 2019/20 erhielt der Stürmer nach einem erfolgreichen Probeengagement einen neuen Jahresvertrag bei den Calgary Flames. In gleicher Weise schloss er sich im Oktober 2020 den Buffalo Sabres an, die seinen Vertrag im Sommer 2021 nicht verlängerten.
Nach elf Jahren in Nordamerika und 478 NHL-Partien kehrte Rieder im Oktober 2021 nach Europa zurück, indem er sich den Växjö Lakers aus der Svenska Hockeyligan (SHL) anschloss. Mit den Lakers gewann er im Frühjahr 2023 die Schwedische Meisterschaft. Nach dem Spieljahr 2023/24 verließ der Deutsche nach drei Spielzeiten den schwedischen Erstligisten und kehrte erstmals nach 14 Jahren wieder nach Deutschland zurück. Dort war er vom EHC Red Bull München aus der Deutschen Eishockey Liga (DEL) zur Saison 2024/25 verpflichtet worden.

### International
Bei der IIHF Skills Challenge 2008 wurde Rieder zum besten Nachwuchsspieler seines Jahrgangs gekürt. Der Stürmer spielte mit der deutschen U18-Auswahl bei den U18-Weltmeisterschaften 2009 und 2011 in der Top-Division sowie 2010 in der Division I. Für die U20-Nationalmannschaft stand er bei den Junioren-Weltmeisterschaften 2010 und 2012, als er Torschützenkönig, bester Vorlagengeber und Topscorer des Turniers war, in der Division I sowie 2011 und 2013 in der Top-Division auf dem Eis.
Im Seniorenbereich debütierte er bei der Weltmeisterschaft 2014 und stand auch im Jahr darauf im Kader der deutschen Nationalmannschaft. An den Weltmeisterschaften 2016, bei der er allerdings aufgrund einer Verletzung nur vier Spiele bestritt, 2017 und 2021 nahm er ebenfalls teil. Fünf Jahre später gehörte Rieder zum deutschen Aufgebot bei den Olympischen Winterspielen 2022 in der chinesischen Hauptstadt Peking. Außerdem vertrat er das Team Europa beim World Cup of Hockey 2016 und belegte dort mit der Mannschaft den zweiten Platz.

## Erfolge und Auszeichnungen
- 2011 Teilnahme am CHL Top Prospects Game
- 2023 Schwedischer Meister mit den Växjö Lakers

### International
| - 2010 Aufstieg in die Top-Division bei der U18-Junioren-Weltmeisterschaft der Division I, Gruppe B - 2010 Aufstieg in die Top-Division bei der U20-Junioren-Weltmeisterschaft der Division I, Gruppe A - 2012 Aufstieg in die Top-Division bei der U20-Junioren-Weltmeisterschaft der Division I, Gruppe A - 2012 Topscorer der U20-Junioren-Weltmeisterschaft der Division I, Gruppe A | - 2012 Bester Torschütze der U20-Junioren-Weltmeisterschaft der Division I, Gruppe A (gemeinsam mit Jonas Knutsen) - 2012 Bester Vorlagengeber der U20-Junioren-Weltmeisterschaft der Division I, Gruppe A - 2016 Zweiter Platz beim World Cup of Hockey |

## Karrierestatistik
Stand: Ende der Saison 2024/25

### International
| Vertrat Deutschland bei: - World U-17 Hockey Challenge 2009 - U18-Junioren-Weltmeisterschaft 2009 - U20-Junioren-Weltmeisterschaft der Division I 2010 - U18-Junioren-Weltmeisterschaft der Division I 2010 - U20-Junioren-Weltmeisterschaft 2011 - U18-Junioren-Weltmeisterschaft 2011 - U20-Junioren-Weltmeisterschaft der Division IA 2012 - U20-Junioren-Weltmeisterschaft 2013 | - Weltmeisterschaft 2014 - Weltmeisterschaft 2015 - Weltmeisterschaft 2016 - Qualifikationsturnier für die Olympischen Winterspiele 2018 - Weltmeisterschaft 2017 - Weltmeisterschaft 2021 - Olympischen Winterspielen 2022 | Vertrat Team Europa bei: - World Cup of Hockey 2016 |

(Legende zur Spielerstatistik: Sp oder GP = absolvierte Spiele; T oder G = erzielte Tore; V oder A = erzielte Assists; Pkt oder Pts = erzielte Scorerpunkte; SM oder PIM = erhaltene Strafminuten; +/− = Plus/Minus-Bilanz; PP = erzielte Überzahltore; SH = erzielte Unterzahltore; GW = erzielte Siegtore; 1 Play-downs/Relegation; Kursiv: Statistik nicht vollständig)